# 小湾水库 (云南)
小湾水库位于中国云南省临沧市与大理白族自治州、保山市交界处，大坝位于临沧市凤庆县小湾镇与大理白族自治州南涧彝族自治县交界的澜沧江与其支流黑惠江交汇处下游1.5千米。小湾水库是以发电为主，建有防洪、灌溉、拦沙及航运等功能的大（一）型水库，为多年调节水库。
小湾水电站是澜沧江中下游河段水电开发规划八个梯级中的第二级。目前是中国除三峡水电站外最大的水电站，小湾水电工程是“国家十五重点工程”、“国家西电东送骨干电源和重点工程”、“云南省实施西部大开发战略标志性工程”，由华能澜沧江水电承建。
2002年1月20日工程开工，2004年10月25日实现大江截流，2009年9月25日首台机组正式投产开始发电。
大坝高294.5米，是目前世界在建的最高拱坝。 大坝设计抗震烈度为9度。小湾水电站泄洪能力为20745立方米每秒，由于高坝导致泄洪水流落差大，泄洪功率达4600万千瓦。
小湾水电站放空底孔弧形工作闸门设计水头160米，承受总压力11519.4吨，是迄今为止中国水电站中水头最高、承受压力最大、制造难度最高的大型弧门。该弧形工作闸门最大流速近40立方米/秒，孔口尺寸5×7米，弧面半径15米，由门体、埋件组成，闸门为潜孔式弧形闸门，采用直支臂、圆柱铰，水封为充压伸缩式止水，单套重量达600多吨。
小湾水库正常蓄水水位高程1240米，水库回水沿澜沧江干流长度为179.57公里，沿支流黑惠江回水长度为125.9公里，水库总淹没面积达到193.98平方公里。如此大的库容，带来的是水库淹没区的范围增加。涉及临沧、大理、保山3州市的8个县30个乡镇101个村委会703个村民小组，需要搬迁安置35899人。 
2022年11月24日，小湾水电站的中國国产新一代继电保护系统投运。